# Freestyle ai XXII Giochi olimpici invernali - Halfpipe maschile
Tra le competizione del freestyle che si sono disputate ai XXII Giochi olimpici invernali di Soči (in Russia) c'è stato l'halfpipe maschile. L'evento si è disputato il 18 febbraio sul tracciato di Krasnaja Poljana.
Questa competizione era presente per la prima volta ai Giochi olimpici, mentre era già tra le gare in programma dei Mondiali nel 2005 . Trattandosi di nuovo evento, non c'era nessun atleta che deteneva precedentemente il titolo.

## Risultati

### Qualificazioni
| Pos. | Atleta                 | Nazionale                 | Manche 1 | Manche 2 | Migliore | Note |
| ---- | ---------------------- | ------------------------- | -------- | -------- | -------- | ---- |
| 1    | Justin Dorey           | Canada                    | 91.60    | 6.40     | 91.60    | Q    |
| 2    | David Wise             | Stati Uniti               | 88.40    | 68.60    | 88.40    | Q    |
| 3    | Benoît Valentin        | Francia                   | 87.00    | 1.00     | 87.00    | Q    |
| 4    | Kevin Rolland          | Francia                   | 84.80    | 68.80    | 84.80    | Q    |
| 5    | Jossi Wells            | Nuova Zelanda             | 83.00    | 49.40    | 83.00    | Q    |
| 6    | Mike Riddle            | Canada                    | 82.20    | 75.00    | 82.20    | Q    |
| 7    | Noah Bowman            | Canada                    | 80.60    | 77.80    | 80.60    | Q    |
| 8    | Lyndon Sheehan         | Nuova Zelanda             | 78.20    | 80.00    | 80.00    | Q    |
| 9    | Antti-Jussi Kemppainen | Finlandia                 | 79.40    | 60.40    | 79.40    | Q    |
| 10   | Beau-James Wells       | Nuova Zelanda             | 76.80    | 66.40    | 76.80    | Q    |
| 11   | Thomas Krief           | Francia                   | 74.80    | 69.60    | 74.80    | Q    |
| 12   | Aaron Blunck           | Stati Uniti               | 69.40    | 72.00    | 72.00    | Q    |
| 13   | Jon Anders Lindstad    | Norvegia                  | 30.80    | 69.00    | 69.00    |      |
| 14   | Yannic Lerjen          | Svizzera                  | 67.60    | 29.60    | 67.60    |      |
| 15   | Matt Margetts          | Canada                    | 66.80    | 17.80    | 66.80    |      |
| 16   | Nils Lauper            | Svizzera                  | 65.00    | 58.00    | 65.00    |      |
| 17   | Murray Buchan          | Gran Bretagna             | 58.40    | 62.40    | 62.40    |      |
| 18   | Joel Gisler            | Svizzera                  | 60.80    | 2.60     | 60.80    |      |
| 19   | Marco Ladner           | Austria                   | 56.60    | 58.60    | 58.60    |      |
| 20   | Andreas Gohl           | Austria                   | 54.80    | 22.80    | 54.80    |      |
| 21   | Xavier Bertoni         | Francia                   | 53.40    | 51.60    | 53.40    |      |
| 22   | Kentaro Tsuda          | Giappone                  | 53.00    | 23.40    | 53.00    |      |
| 23   | James Machon           | Gran Bretagna             | 37.40    | 52.20    | 52.20    |      |
| 24   | Pavel Nabokikh         | Russia                    | 13.40    | 50.40    | 50.40    |      |
| 25   | Kim Kwang-Jin          | Corea del Sud             | 45.40    | 34.40    | 45.40    |      |
| 26   | Torin Yater-Wallace    | Stati Uniti               | 7.00     | 39.00    | 39.00    |      |
| 27   | Peter Crook            | Isole Vergini Britanniche | 24.20    | 25.20    | 25.20    |      |
| 28   | Lyman Currier          | Stati Uniti               | 4.20     | 12.60    | 12.60    |      |
|      | Byron Wells            | Nuova Zelanda             | DNS      |          |          |      |

### Finale
| Pos. | Atleta                 | Nazionale     | Manche 1 | Manche 2 | Migliore |
| ---- | ---------------------- | ------------- | -------- | -------- | -------- |
|      | David Wise             | Stati Uniti   | 92.00    | 3.40     | 92.00    |
|      | Mike Riddle            | Canada        | 71.40    | 90.60    | 90.60    |
|      | Kevin Rolland          | Francia       | 88.60    | 29.80    | 88.60    |
| 4    | Jossi Wells            | Nuova Zelanda | 85.60    | 78.40    | 85.60    |
| 5    | Noah Bowman            | Canada        | 80.40    | 82.60    | 82.60    |
| 6    | Beau-James Wells       | Nuova Zelanda | 62.00    | 80.00    | 80.00    |
| 7    | Aaron Blunck           | Stati Uniti   | 68.60    | 79.40    | 79.40    |
| 8    | Antti-Jussi Kemppainen | Finlandia     | 74.40    | 78.20    | 78.20    |
| 9    | Lyndon Sheehan         | Nuova Zelanda | 55.20    | 72.60    | 72.60    |
| 10   | Benoît Valentin        | Francia       | 10.00    | 61.00    | 61.00    |
| 11   | Thomas Krief           | Francia       | 4.60     | 28.60    | 28.60    |
| 12   | Justin Dorey           | Canada        | 20.40    | 14.20    | 20.40    |